# Латронико
Латро̀нико (на италиански: Latronico, на местен диалект Latruonicu, Латруонику) е градче и община в Южна Италия, провинция Потенца, регион Базиликата. Разположено е на 888 m надморска височина. Населението на общината е 4773 души (към 2012 г.).